# ツヨク想う
『ツヨク想う』（ツヨクおもう）は日本の歌手絢香の2作目の配信限定シングル

## 解説
シングルとしては2009年の『みんな空の下』より約3年5ヶ月振りのリリースとなる。
本作の配信開始日と同時に発売されたライブ・ビデオ『絢香 LIVE TOUR 2012 “The beginning”〜はじまりのとき〜』の付属CDに収録された楽曲となる。
本作は日本テレビ系報道番組『NEWS ZERO』エンディングテーマとして起用されており、絢香自身にとっては活動再開後、初の書き下ろし楽曲となっている。
本作の起用について番組プロデューサーを務めた山崎大介は「2006年に放送を開始した『ZERO』ですが、絢香さんも歌手としてデビューしたのも同じ年と言う事があり、彼女と様々な企画、プロジェクトを行っていく中で彼女の『音楽の力』を信じる気持ちを知りました。今現在、日本は逆境から立ち上がれるかどうかが叫ばれている状況となっています。2009年に病気によって活動休止せざるを得なかった状況を経験した絢香さんにしか描けない彼女自身が持つ『音楽の力』に、この状況を強く訴えられるメッセージを託したいと思いました。」と語っており、絢香自身も「デビュー当時からずっと応援させていただいている番組でしたので、そのテーマソングを歌わせて頂けることはとても嬉しく思いました。スタッフの皆さんが番組に掛ける強い想いを間近で見てきていたので、その想いを込めて大事に書かせて頂きました。」とコメントを寄せている。

## 収録曲
1. ツヨク想う (4:55)
作詞・作曲：絢香 / 編曲：河野圭
日本テレビ系報道番組『NEWS ZERO』5代目エンディングテーマ